# TGV 2N2
TGV 2N2 — современный Французский высокоскоростной поезд, предназначенный для международных рейсов. Экспериментальный поезд был построен в 2010 году. В 2011 году началось серийное производство таких поездов. По состоянию на 19 января 2012 построено 9 таких поездов. Максимальная скорость, которую может развить поезд составляет 572 км/ч. Планируется, что в 2011-2014 будет построено 55 таких поездов.
TGV 2N2 является улучшенной версией TGV Duplex. Оба поезда имеют 2 уровня и являются единственными поездами TGV с 2 уровнями.